# Рибче
Рибче (словен. Ribče) је насељено место у општини Литија, Засавска регија, Словенија.

## Историја
До територијалне реорганизације у Словенији биле су у саставу старе општине Литија.

## Становништво
У попису становништва из 2011. године, Рибче су имале 194 становника.
| Број становника према пописима | Број становника према пописима | Број становника према пописима |
| ------------------------------ | ------------------------------ | ------------------------------ |
| 1991                           | 2002                           | 2011                           |
| 173                            | 205                            | 194                            |

Напомена: Године 1953. настала спајањем насеља Дашник, Згорње Рибче и Сподње Рибче, која су укинута.